# Багаж (стихотворение)
«Бага́ж» — стихотворение Самуила Яковлевича Маршака, написанное в 1926 году. В основе сюжета — история про даму, которая, сдав в багажное отделение большое количество вещей и маленькую собачку, по прибытии в Житомир получила «огромного взъерошенного пса». Произведение было впервые опубликовано в сборнике «Советские ребята» (Госиздат, 1926) и одновременно — в книге «Багаж» (издательство «Радуга», 1926).

## История создания. Художественные особенности
— Позвольте, мамаша! На станции,

Согласно багажной квитанции,

От вас получили багаж:

Диван,

Чемодан,

Саквояж,

Картину,

Корзину,

Картонку

И маленькую собачонку.

Однако

За время пути

Собака

Могла подрасти!
В первой версии произведения дама направлялась в Тверь («Как только приехали в Тверь, / Открыли багажную дверь»); позже конечной точкой маршрута стал Житомир. Впоследствии, вспоминая об истории написания «Багажа», Маршак рассказывал, что приступил к нему без заранее придуманного сюжета — на начальном этапе его интересовала прежде всего ритмика стиха. Финальные строчки, воспроизводящие объяснения железнодорожных служащих с хозяйкой багажа и ставшие своеобразным «ключом» к шуточной истории, родились у поэта спонтанно, «сами собой»: «Однако за время пути собака могла подрасти!».
Для Маршака, по мнению литературоведа Бориса Галанова, в «Багаже» была важна игра со словом; поэт говорил, что такой вид творчества помогает детям быстрее усвоить «музыку языка». Двигателем сюжета в стихотворении является многократное перечисление тех предметов, которые вместе с дамой отправились в путь: «диван, чемодан, саквояж, картина, корзина, картонка». Само же произведение, напоминающее считалку, ориентировано на чтение вслух. Постоянные повторы сближают «Багаж» со сказкой «Колобок» («Колобок, колобок, я тебя съем») и английской народной песней-скороговоркой «Дом, который построил Джек».

## Отзывы и рецензии. Реакция цензуры

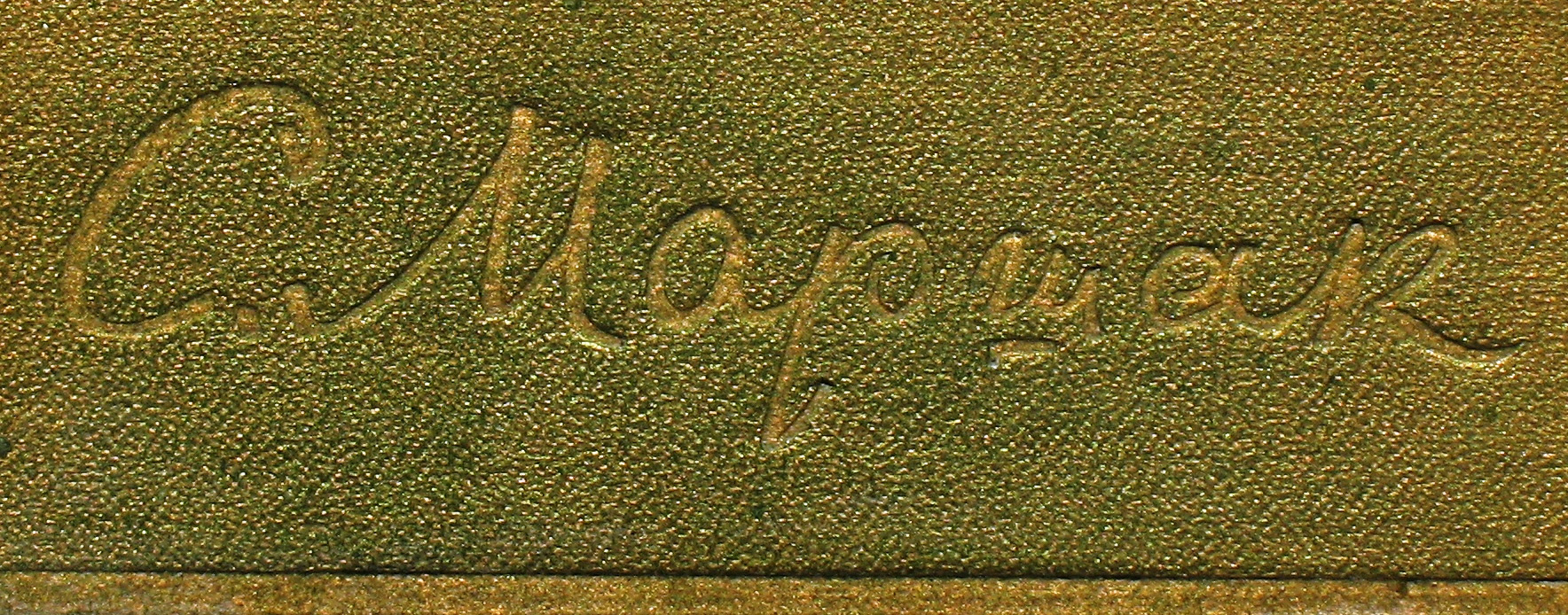
Автограф Маршака

В 1920—1930-х годах реакция критиков на стихотворение «Багаж» была разноречивой. Так, если ленинградский литературовед Павел Медведев в статье «Новинки „Радуги“», опубликованной в «Красной газете» (1926, 10 декабря), назвал историю про даму и собачку забавной, то рецензент издания «Книгоноша» (1926, № 39) В. Должанская отметила, что «в основу содержания взят очень плоский, очень распространённый не детский анекдот». Писатель Ромен Роллан после знакомства со стихотворением Маршака написал переводчице А. П. Орановской (литературный псевдоним Алис Оран), что «от души смеялся, читая повесть о собачонке».
Советская цензура отреагировала на выход сборника «Советские ребята» с включённым в него «Багажом» весьма негативно. На заседании отдела печати Северо-Западного бюро ЦК ВКП(б), состоявшемся в октябре 1926 года, отмечалось, что маршаковское стихотворение, в котором «изображается деятельность Наркомпути», создано не для пролетарских детей: «Писатели-коммунисты и комсомольцы к участию в сборнике не привлечены… Вообще в нём не чувствуется стремления сделать ребёнка общественником». Позже, в 1937 году, цензор Чевычелов в докладной записке, направленной начальнику Ленгорлита, отметил, что «необходимо разоблачить до конца всю вредительскую издательскую практику маршаковской школы и самого Маршака». В 1938 году капитан госбезопасности Скурихин в спецдонесении сообщил о слабом контроле Ленреперткома за качеством продукции, выпускаемой патефонными заводами: «Видимо, с целью очковтирательства, в „классический“ репертуар включены такие пластинки, как „Рассеянный“ и „Багаж“ Маршака, его же „Мистер Твистер“».

## Иллюстрации Лебедева
Первым иллюстратором «Багажа» был художник Владимир Лебедев; он же создавал рисунки и ко многим последующим изданиям. Искусствовед Юрий Герчук, анализируя различные варианты его иллюстраций, пришёл к выводу, что на протяжении десятилетий персонажи стихотворения, запечатлённые живописцем, менялись в зависимости от его настроения и интереса к различным творческим методам. Так, для сборника «Советские ребята» (1926) Лебедев не стал рисовать ни даму, ни щенка, ни вещи — он собрал готовые картинки, фотографии и рекламные вырезки из старых журналов и смонтировал их с некоторой сознательной небрежностью; сделанный им коллаж напоминал карикатуру. Подобным образом — в стиле «плакатного трафарета» — художник оформил и вышедшую в 1926 году книжку «Багаж».

От Маршака идет её лукавый юмор. От Лебедева — беспощадная социальная сатира. «Дама», которая сдавала багаж, не получает никакой характеристики в тексте. Мысль поэта конкретизирует художник. Тяжеловесный чемодан, тугой саквояж и картонка, пузатый диван и нелепая картина, изображающая самодовольного усача, появляются на каждой странице, меняясь местами, поворачиваясь боком или вверх дном. 
Если в первых изданиях дама выглядела как вульгарная нэпманша, то в 1935 году, готовя девятое издание «Багажа», Лебедев создал новый образ героини — художник изобразил её «тощей, длинноносой, очень чопорной» барыней, в облике которой просматриваются такие черты, как чванство и заносчивость. Двадцать лет спустя, приступив к работе над иллюстрациями для очередной маршаковской книжки, Владимир Васильевич попросил у начальника Октябрьского вокзала разрешения поработать на их территории. Тот посоветовал обратиться по поводу «железнодорожных зарисовок» к вышестоящему руководству. Рассказывая Маршаку об этих сложностях, Лебедев писал, что «техника идёт своей дорогой, а искусство шагает, летит и ползёт своей». В итоге была создана серия иллюстраций, в которых появились молодая эффектная дама, железнодорожник, облачённый в новую форму, современные багажные тележки с тщательно прорисованными деталями. Забавный анекдот, каким «Багаж» воспринимали в 1926 году, через тридцать лет превратился в почти реалистическую историю.